# Feuerwehr in Belarus

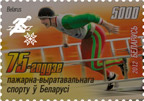
Feuerwehrsportler beim Hakenleitersteigen auf Briefmarke

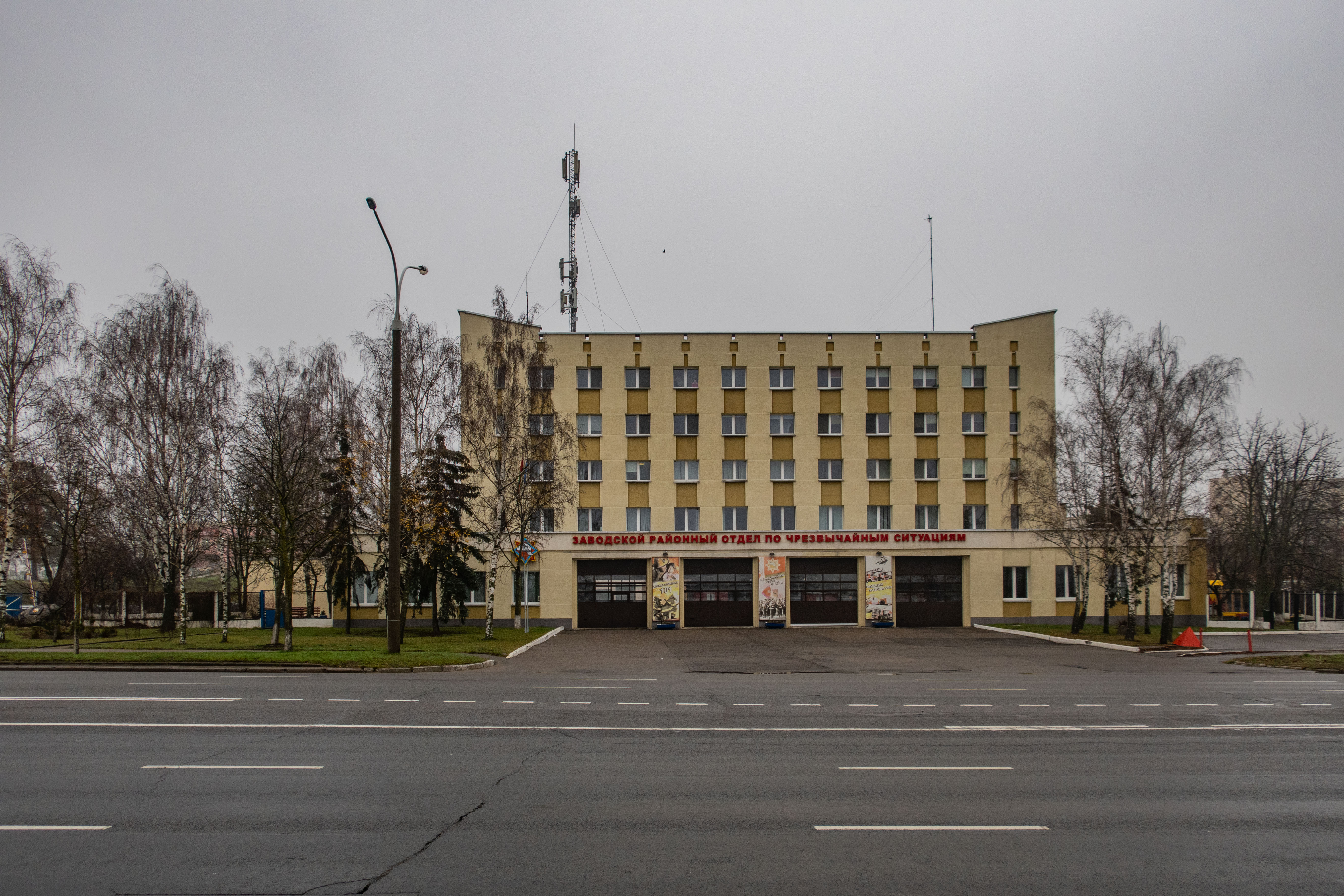
Feuerwache in Minsk

Die Feuerwehr in Belarus besteht aus nahezu 10.000 Berufsfeuerwehrleuten und über 6.600 freiwilligen Feuerwehrleuten.

## Allgemeines
In Belarus bestehen 714 Feuerwachen und Feuerwehrhäuser, in denen 1.922 Löschfahrzeuge und 178 Drehleitern bzw. Teleskopmasten für Feuerwehreinsätze bereitstehen. Insgesamt sind 15.936 Personen, davon 9.276 Berufsfeuerwehrleute und 6.660 freiwillige Feuerwehrleute, im Feuerwehrwesen tätig. In den Jugendfeuerwehren sind 159.041 Kinder und Jugendliche organisiert.
Die belarussischen Feuerwehren wurden im Jahr 2019 zu 81.590 Einsätzen alarmiert, dabei waren 6.100 Brände zu löschen. Hierbei wurden 489 Tote bei Bränden von den Feuerwehren geborgen und 444 Verletzte gerettet.

## Brandbekämpfung
Im Mai 2021 hat ein Brand die wichtigste katholische Wallfahrtskirche und belarussisches Nationalheiligtum schwer beschädigt. Er zerstörte nach Angaben des TV-Senders Belsat den Dachstuhl der Basilika in Budslau fast vollständig. Die Feuerwehrleute benötigten mehr als vier Stunden, um den Brand zu löschen.

## Feuerwehrverband
Die belarussische Feuerwehrorganisation im Ministerium für Notsituationen von Belarus (belarussisch: Міністэрства па надзвычайных сітуацыях) integriert ist, beaufsichtigt und repräsentiert die belarussischen Feuerwehren mit ihren über 15.000 Feuerwehrangehörigen im Weltfeuerwehrverband CTIF (Comité technique international de prévention et d’extinction du feu).

## CTIF-Verurteilung der russischen Invasion in der Ukraine
Anfang März 2022 verurteilte der Weltfeuerwehrverband CTIF die aktuellen aggressiven Militäraktionen gegen Menschen. Er forderte ferner alle seine russischen und belarussischen Mitglieder dazu auf, ihren beruflichen Einfluss auf ihre Regierungen geltend zu machen, um die Militäroperationen in der Ukraine einzustellen, und sie an Artikel 48 des Zusatzprotokolls zur Genfer Konvention von 1949 („Zivilisten und Ersthelfer zu respektieren und zu schützen“) zu erinnern.
Als Reaktion auf den andauernden bewaffneten Konflikt und die humanitäre Not in der Ukraine hat das CTIF-Exekutivkomitee beschlossen, bis auf weiteres jegliche Zusammenarbeit mit Mitgliedern der Russischen Föderation und von Belarus einzustellen.